# Vatica obscura
Espèce
Classification phylogénétique
Statut de conservation UICN

 EN A1cd : En danger
 Vatica obscura est un arbre sempervirent endémique du Sri Lanka.

## Répartition
Endémique aux forêts semi-persistantes du bord des rivières du Sri Lanka.

## Préservation
Menacé par la déforestation et l'exploitation forestière.